# Demócrata libertario
En la política estadounidense, un demócrata libertario es un integrante del reconocido Partido Demócrata con puntos de vista políticos que son relativamente libertarios en comparación con las opiniones del partido nacional.
Mientras que otras facciones del Partido Demócrata, como la Coalición del Perro Azul, la Coalición de Nuevos Demócratas y el Caucus Progresista del Congreso, se organizan en el Congreso, la facción libertaria no está organizada de esa manera.

## Ideología
Los demócratas libertarios apoyan la mayoría de las posiciones del Partido Demócrata, pero no necesariamente comparten puntos de vista idénticos en todo el espectro político; es decir, es más probable que apoyen las libertades individuales y personales, aunque retóricamente dentro del contexto de los valores democráticos.
Los demócratas libertarios se oponen a la vigilancia sin orden judicial de la NSA. En 2013, más de la mitad del Caucus Demócrata de la Cámara de Representantes, (111 de 194) votó para retirar el financiamiento del MAINWAY, el programa de vigilancia telefónica de la NSA.
El exrepresentante y actual gobernador Jared Polis de Colorado, un demócrata de orientación libertaria, escribió en la revista   Reason: "Creo que los libertarios deberían votar por candidatos demócratas, particularmente ya que nuestros candidatos apoyan cada vez más la libertad individual que los republicanos". Citó la oposición a la ley para detener la piratería en línea, el apoyo a la legalización de la marihuana, el apoyo a la  separación de la iglesia y el estado, el apoyo a los derechos de aborto, oposición a la vigilancia masiva y apoyo a la reforma del código tributario como áreas donde la mayoría de los demócratas se alinean bien con los reconocidos valores libertarios.
Si bien mantienen una ideología relativamente libertaria, pueden diferir del Partido Libertario en cuestiones como la protección del consumidor, la reforma del sistema de salud, las leyes antimonopolio y la cantidad total de participación del gobierno en la economía.

## Historia

### Era moderna
Después de las derrotas electorales de 2004, el Partido Demócrata reexaminó su posición sobre el control de armas, que se convirtió en un tema de discusión, planteado por Howard Dean, Bill Richardson, Brian Schweitzer y otros Demócratas que habían ganado en estados donde la Segunda Enmienda era importante para muchos votantes. La postura resultante sobre el control de armas atrajo a votantes de mentalidad libertaria, lo que influyó en otras creencias.
En la década de 2010, tras las revelaciones de Edward Snowden sobre la vigilancia de la NSA en 2013, el creciente advenimiento de la descentralización en línea y criptomonedas como Bitcoin, el fracaso percibido de la guerra contra las drogas y la violencia policial, legisladores Demócratas como los senadores Ron Wyden, Kirsten Gilibrand y Cory Booker y el representante Jared Polis han trabajado junto con Republicanos libertarios como el senador Rand Paul y el representante Justin Amash para frenar lo que se considera una extralimitación del gobierno en cada uno de estas áreas, ganando aplausos de fuentes libertarias tradicionales como la revista  Reason. El creciente poder político de Silicon Valley, un bastión Demócrata de larga data que es amigable con la desregulación económica y las fuertes protecciones de las libertades civiles mientras mantiene puntos de vista tradicionalmente izquierdistas sobre temas sociales, también ha afectado seriamente las inclinaciones cada vez más libertarias de los jóvenes Demócratas.
La facción libertaria también ha influido en el nivel presidencial en la era posterior a  Bush. El senador y aspirante presidencial de Alaska Mike Gravel abandonó el Partido Demócrata a mitad del ciclo de elecciones presidenciales de 2008 para buscar la nominación del  Partido Libertario, y muchos Demócratas pacifistas y libertarios civiles se sintieron motivados por la campaña presidencial  del republicano libertario Ron Paul. Se podría decir que esta circunscripción abrazó la campaña presidencial de Bernie Sanders por las mismas razones.  En el estado de New Hampshire, los libertarios que operan desde el Free State Project han sido elegidos para varios cargos que se postulan como una mezcla de Republicanos y Demócratas.  Una encuesta de Reuters de 2015 encontró que el 22% de los votantes Demócratas se identificaron como «libertarios», más que el porcentaje de Republicanos pero menos que el porcentaje de independientes.

## Figuras públicas

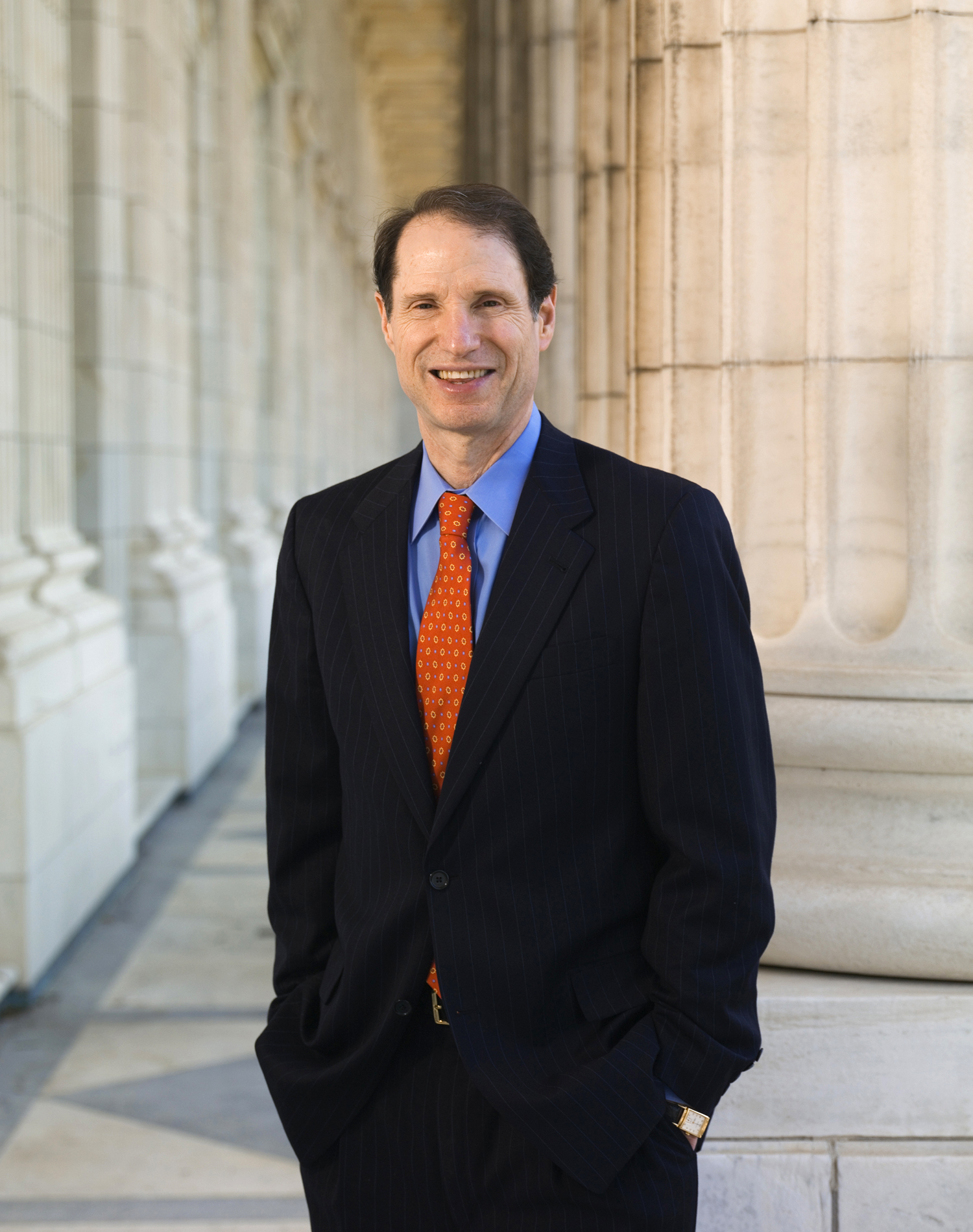
Ron Wyden

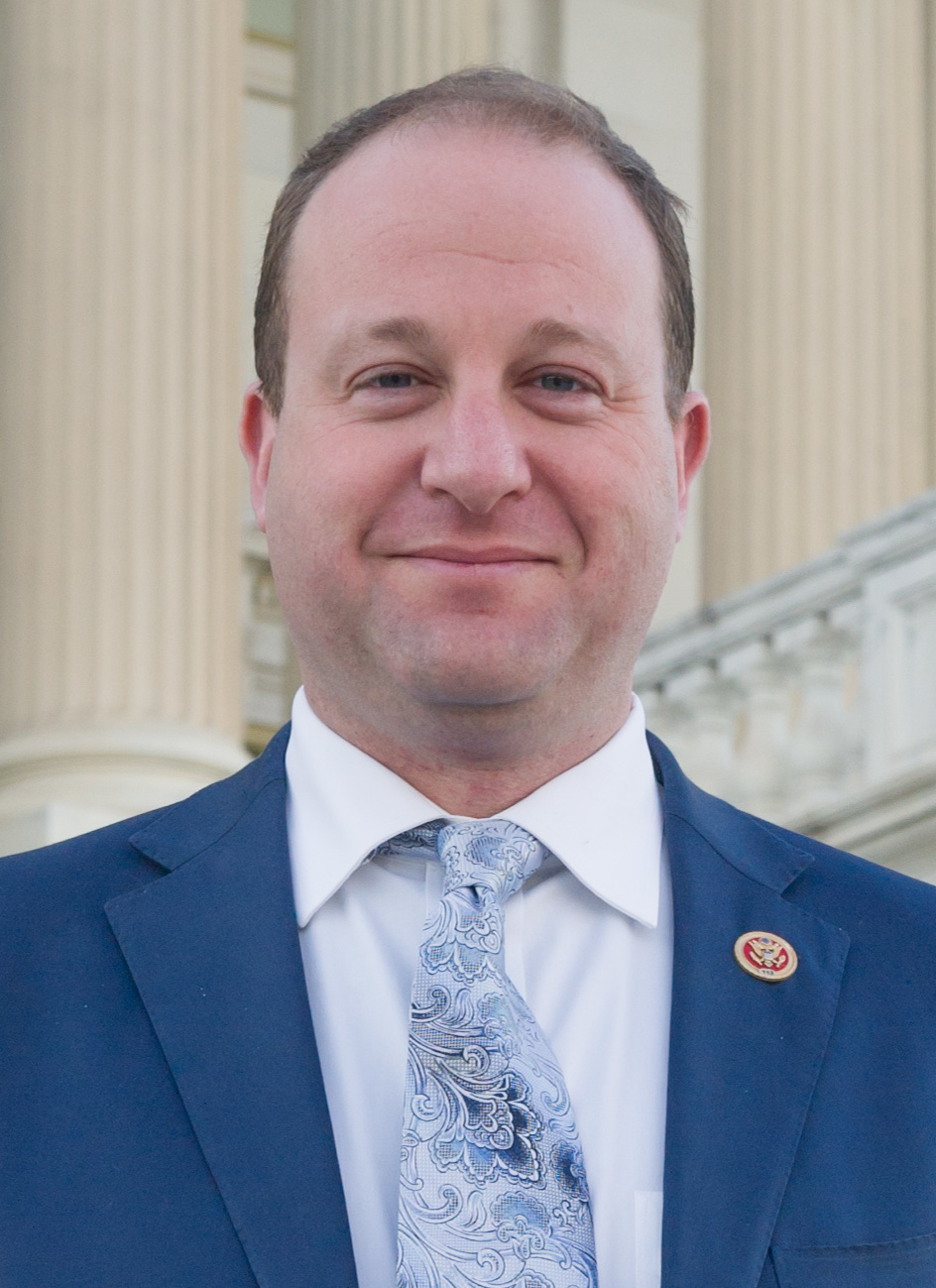
Jared Polis

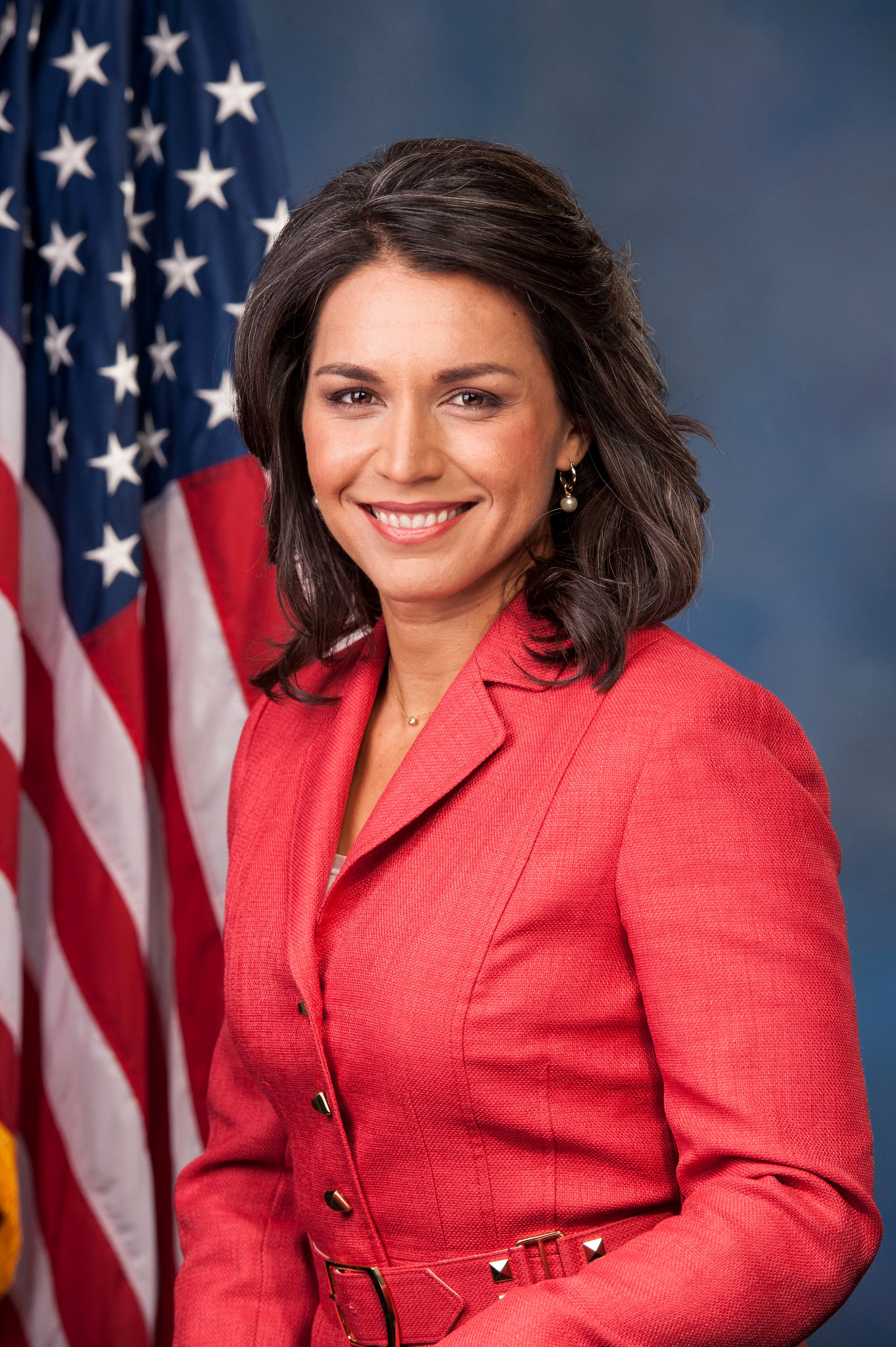
Tulsi Gabbard

### Funcionarios electos actuales

#### Senado
- Cory Booker, Senador de los Estados Unidos por Nueva Jersey, 38.º Alcalde de Newark (2006 - 2013), Miembro del Consejo Municipal de Newark del  Central Ward (1998 - 2002). Un viejo amigo lo describe como "libertario" como alcalde de Newark, Nueva Jersey. Booker apoyó una serie de políticas respaldadas por libertarios, incluidas escuelas autónomas, programas de vales escolares y  zonas empresariales.[21] Daniel J. Mitchell del Instituto Cato identifica a Booker con puntos de vista libertarios en su fuerte oposición a la guerra contra las drogas.[22]
- Ron Wyden, Senador de los Estados Unidos por Oregón, Presidente del Comité de Finanzas del Senado (2014-2015, 2021-presente), Miembro destacado del Comité de Finanzas del Senado (2015-2021), Presidente del Comité de Energía del Senado (2013-2014) y Miembro de la Cámara de Representantes de los Estados Unidos del 3.º distrito del Congreso de Oregón (1981 - 1986). Es conocido por sus opiniones de libertario civil y su cooperación con el republicano libertario senador Rand Paul en los esfuerzos contra el uso de  drones domésticos y vigilancia sin orden judicial.[23][24]

#### Gobernadores
- Jared Polis, 43.er gobernador de Colorado, miembro de la Cámara de Representantes de los Estados Unidos del 2.º distrito del Congreso de Colorado (2009-2019), y miembro de la Junta de Educación del Estado de Colorado (2001 -2007).[25] En 2014, la revista libertaria  Reason  describió a Polis como de izquierda-libertaria"[26] y el "Demócrata más libertario" en el Congreso debido a su papel como "una voz líder en las libertades civiles, desde los derechos de armas hasta la privacidad en línea, desde la defensa de Bitcoin hasta la legalización de la marihuana. "[27] Polis ha escrito un artículo de opinión en la revista   Reason  argumentando que los ciudadanos con inclinaciones libertarias deben votar por los Demócratas.[28] Polis ha enfatizado los problemas de libertad digital y la oposición a la vigilancia masiva y escuchas telefónicas sin orden judicial.[28] Mientras estuvo en el Congreso, fue un visitante Demócrata ocasional del ahora Representante Libertario Justin Amash, de otra manera dominado por los Republicanos House Liberty Caucus.[29] Como gobernador de Colorado, Polis vetó en 2019 tres proyectos de ley que habrían creado licencias ocupacionales requisitos para asociación de propietarios gerentes, agentes deportivos y asesores genéticos; los vetos reflejaron las inclinaciones libertarias de Polis.[30][31]

#### Representantes estatales
- Amanda Bouldin, miembro de la Cámara de Representantes de New Hampshire, participante del Free State Project y ex activista del  Tea Party[32]

### Exfuncionarios electos

#### Senado de los Estados Unidos
- Russ Feingold, enviado especial de los Estados Unidos para los Grandes Lagos africanos y el Congo-Kinshasa (2013-2015), senador de los Estados Unidos por Wisconsin (1993-2011) y miembro del Senado de Wisconsin (1983-1993). Es conocido por sus puntos de vista libertarios civiles y por ser el único senador que votó en contra de la Ley Patriota de los Estados Unidos en 2001.[33][34]
- Mike Gravel, senador de los Estados Unidos por Alaska (1969 - 1981), tercer presidente de la Cámara de Representantes de Alaska (1965 - 1967) y miembro de la Cámara de Representantes de Alaska (1963 - 1967). Después de su tiempo en el Senado, Gravel se postuló sin éxito para la nominación presidencial Demócrata en 2008, cambiando al  Partido Libertario el mismo año y perdiendo su nominación también ( ver Mike Campaña presidencial de Gravel 2008 ).[35][36]

#### Cámara de Representantes de Estados Unidos
- Tulsi Gabbard, miembro de la Cámara de Representantes de los Estados Unidos del segundo distrito congresional de Hawái (2013 - 2021), vicepresidente del Comité Nacional Demócrata (2013-2016), miembro del Ayuntamiento de Honolulu (2011 - 2012) y Miembro de la Cámara de Representantes de Hawái (2002-2004). Se ganó el elogio del libertario Ron Paul por sus fuertes posturas contra la guerra.[37] Ella unió esfuerzos con sus colegas de tendencia libertaria en el Congreso Justin Amash, Thomas Massie y Rand Paul en una legislación destinada a desfinanciar a la Agencia de Seguridad Nacional, auditar el Federal Reservar y promover una política exterior más no intervencionista.[38] También obtuvo el apoyo del exgobernador de Nuevo México y candidato presidencial del Partido Libertario en dos ocasiones Gary Johnson durante su  candidatura presidencial de 2020.[39]
- Tim Penny, miembro de la Cámara de Representantes de los Estados Unidos del primer distrito del Congreso de Minnesota (1983 - 1995) y miembro del Senado de Minnesota (1977 - 1983). Se le describe como un conservador fiscal (conservadurismo fiscal), Penny trabajó para el Instituto Cato de tendencia libertaria después de dejar el Congreso.[40]

#### Gobernadores
- Bill Richardson, 30.º Gobernador de Nuevo México (2003 - 2011), 9.º Secretario de Energía de los Estados Unidos (1998 - 2001), 21.º Embajador de los Estados Unidos ante las Naciones Unidas (1997 - 1998) y Miembro de los Estados Unidos Cámara de Representantes del 3.º distrito del Congreso de Nuevo México (1983 - 1997).[41]
- Brian Schweitzer 23.º gobernador de Montana (2005 - 2013).[42][43]
- Jerry Brown, 34.º y 39.º gobernador de California (1975-1983, 2011-2019), 31.º fiscal general de California (2007-2011), 47.º alcalde de Oakland (1999-2007), presidente del Partido Demócrata de California (1989-1991) y 23.º secretario de Estado de California (1971-1975).[44][45]

#### Cámaras inferiores estatales
- Elizabeth Edwards, miembro de la Cámara de Representantes de New Hampshire (2014-2018). WMUR la ha descrito como "que tiene una veta libertaria".[46]
- Joseph Stallcop, miembro de la Cámara de Representantes de New Hampshire (2016-2018). Dejó el Partido Demócrata por el Partido Libertario (Partido Libertario (Estados Unidos)) en 2017, y describió sus puntos de vista como "clásicamente liberales".[47]

### Autores y académicos
- Camille Paglia, educadora y autora feminista.[48][49]

### Otros
- KGO Radio presentador y excandidato presidencial Gene Burns.[50]
- El exsecretario de Prensa del Comité Nacional Demócrata Terry Michael.[51]
- Emprendedor, filántropo, excandidato presidencial y actual candidato a alcalde de NYC Andrew Yang.[52]